# Parques de Cali
Santiago de Cali cuenta con una gran cantidad de parques de diversos tamaños que constituyen importantes centros económicos, espacios para el esparcimiento y el deporte o importantes pulmones ambientales distribuidos a lo largo y ancho de la ciudad. Estos amplios espacios son aprovechados para realizar todo tipo de eventos culturales, musicales, gastronómicos, etc.

## Parque del Acueducto

Localización del barrio Acueducto de San Antonio, que comprende la totalidad del parque.

El Parque del acueducto se encuentra en el noroccidente de la ciudad detrás del barrio San Antonio, al que comúnmente se cree forma parte, pero en verdad, el Parque del Acueducto es un barrio en sí mismo según los documentos de Planeación Municipal. Es el área verde más grande con la cual actualmente cuenta la ciudad. El parque ha sido fuente de discusión entre la comunidad, primero por el intento de remodelar el parque como "Parque del Agua, acción contra la cual la población del lugar evitó realizar y así mantener la flora y fauna del lugar. En segundo lugar por el crecimiento de la inseguridad y desatención por parte del municipio del emblemático lugar.

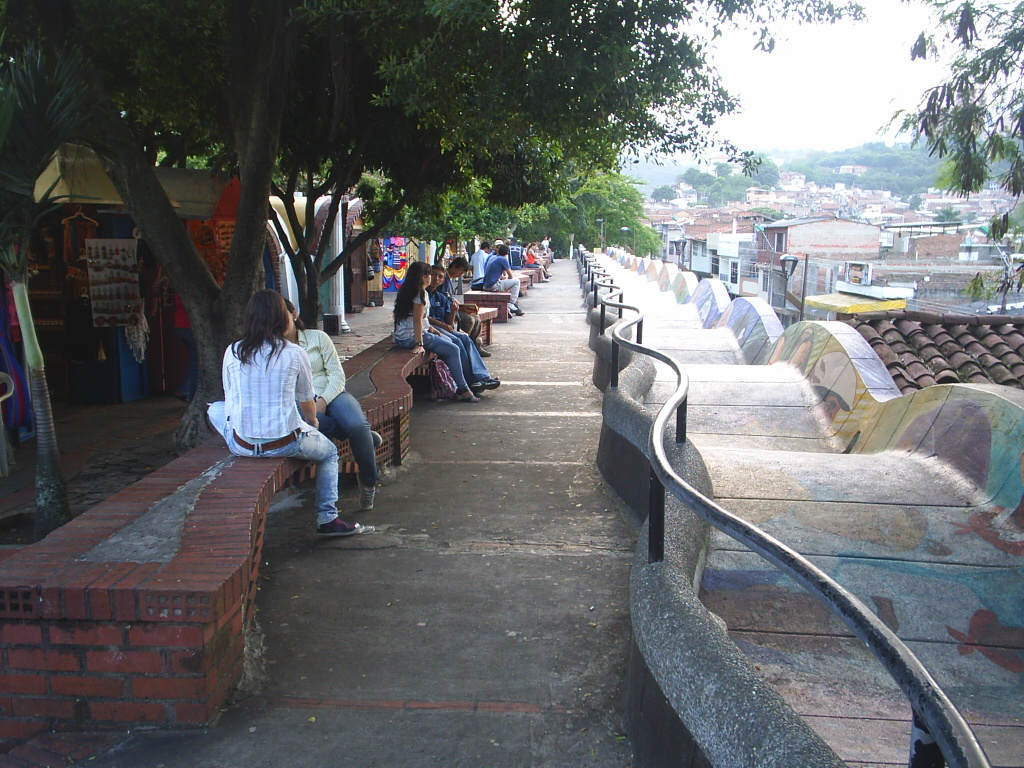
Nivel 4 de la Loma de la Cruz.

Lo anterior son consecuencias del concepto de desarrollo donde prima el factor económico sobre el ambiental, pasando por alto que la calidad del espacio urbano tiene incidencia sobre las condiciones de salud física y mental de sus pobladores. Al parecer, la actual Santiago de Cali se concibe como una ciudad de hierro, tal y como lo propusieran las clases altas y algunos expertos en los años cincuenta, momento en el cual se discutía sobre el carácter que debería tener la ciudad, ¿“ciudad jardín” o “ciudad industrial”?, una para el disfrute y vida armoniosa y la otra para la disciplina estricta y la productividad (Vázquez 2001:232).

## Parque Artesanal Loma de la Cruz
Inaugurado oficialmente el 12 de julio de 1990 en la calle 5ª entre carreras 14 y 16. Es un parque turístico donde un gran número de artesanos exhiben toda clase de manualidades e instrumentos musicales.

## Parque el Avión
Inaugurado en 1987 después de que el periodista colombo-cubano José Pardo Llada viajara a ciudades como Buenos Aires o Nueva York donde observó que los parques tenían pequeños aviones en exhibición. De vuelta en la ciudad el periodista pidió a su amigo el general Omar Torrijos Herrera ayuda, este le envió un avión real al aeropuerto de palmaseca, que luego fue instalado en el lugar donde se encuentra hoy después de dejar sólo la fachada y adecuarla como cine. Fue remodelado en el año 2010 convirtiéndose en la "Unidad Recreativa Parque el Avión" incluyendo en los alrededores varias canchas de fútbol, baloncesto y Voleibol, además de piscinas.

## Parque del Ingenio
Ubicado en el barrio El Ingenio en el sur de Cali, fundado alrededor de 1960 en una zona de pantanos y humedales. Lugar ideal para caminar y hacer deporte, cuenta con varias máquinas para hacer ejercicio y una pista de trote. Tradicionalmente en un costado del parque se encuentra la venta de luladas, raspados, ensaladas de frutas y más, es un lugar ideal para compartir en familia.

## Acuaparque de la Caña
El "Acuaparque de la Caña" fue inaugurado el 3 de julio de 1983 a manos del entonces presidente Belisario Betancourt como un medio para que las personas menos acaudaladas de la ciudad dispusieran también de un amplio espacio recreativo. La construcción del parque costó 150.000.000 $ e incluye un área de 180.000 m² siendo visitado mensualmente por más de 100.000 personas, muchas de las cuales proceden de ciudades vecinas.

## Parque del Chontaduro
El Parque del Chontaduro refleja el carácter cultural del departamento, haciendo gala de sus raíces culturales en el Pacífico Colombiano.

## Parque Maracaibo
También conocido como Parque el Obrero y Parque Eloy Alfaro, se encuentra ubicado en la comuna 9 en la Calle 22 A con Carrera 10. Sobre el centro del lugar se encuentra un busto del general Eloy Alfaro.

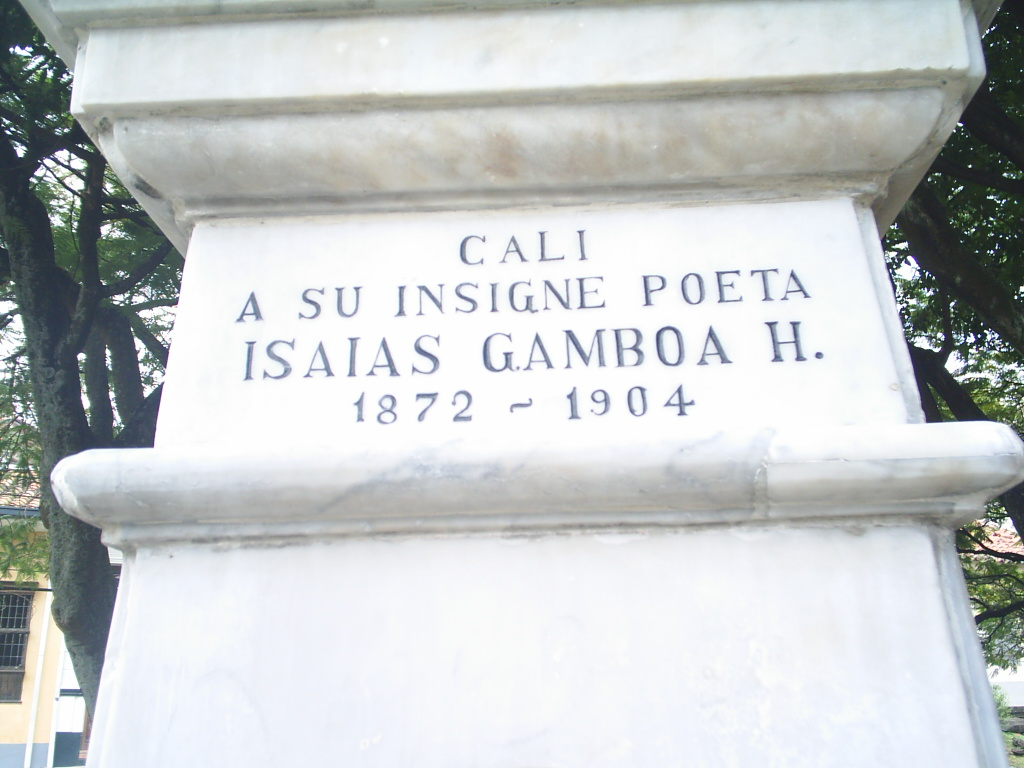
Leyenda en el busto de Isaías Gamboa.

## Parque de las Garzas
También conocido como "Ecoparque de las Garzas", fue construido en 1996 por iniciativas de las víctimas del Vuelo 965 de American Airlines con el apoyo del DAGMA, la CVC y el Colegio Bolívar. Cuenta con un gran área verde y un muelle para observación. En el parque se han identificado 74 especies de árboles, 109 especies de aves de 16 familias diferentes, 9 especies de reptil, y 14 especies de mamíferos. Entre los ejemplares que pueden ser vistos están: la acacia, el árbol de la cruz, el Gualanday, la hojarasca, el papayo, el colibrí colirrojo, el martín pescador mayor, el águila tijereta, la guacamaya cariseca, el búho moteado, iguanas, tortugas, la culebra cazadora, ardillas, cuchas, zorros y 9 tipos diferentes de murciélagos.

## Parque Isaías Gamboa

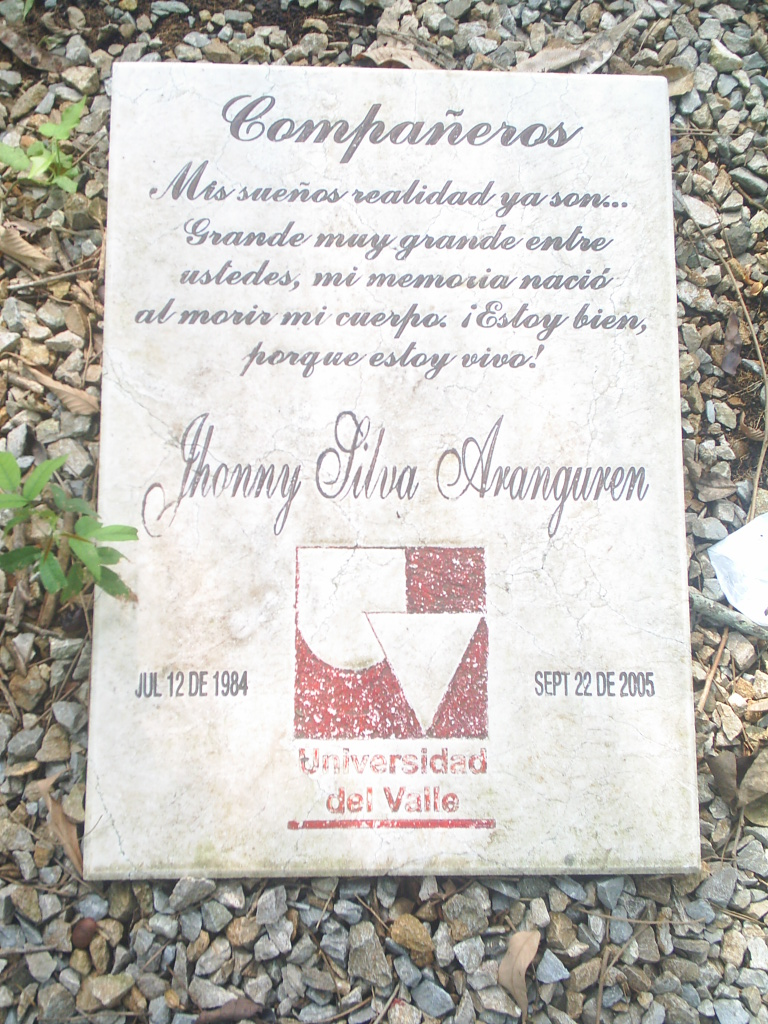
Placa conmemorativa a Jhonny Silva.

Se encuentra junto a la avenida circunvalar entre los barrios de El Peñón y San Antonio, en el lugar donde antiguamente estaba la acequia de "Los Estanques" cerca al desaparecido "Charco del Burro". Es un parque triangular dedicado a la memoria de Isaías Gamboa, poeta colombiano de origen caleño. En el centro del parque se puede observar un busto del poeta con una pequeña dedicación de la ciudad.

## Parque Jhonny Silva
Se encuentra dentro de las instalaciones de la Universidad del Valle como memoria al estudiante Jhonny Silva Aranguren, quién murió el 22 de septiembre del 2005 por una bala disparada por un miembro del Escuadrón Móvil Antidisturbios de la policía aún sin identificar.

## Parque Longitudinal de Aguablanca
Es un parque terminado en noviembre de 2011. Estará ubicado en el oriente de la ciudad en la calle 72w entre carreras 27 G y 28 J en el Distrito de Aguablanca. Contará con un área de 1 km de largo por 25 m de ancho aproximadamente, de la cual 25 m serán utilizados para el parque, dos calzadas de 6 metros, dos rutas para ciclas a cada lado del parque de 1,2 m de ancho cada, una zona recreativa de 800 m² y 3200 m² de zonas verdes. El parque se articulará con la Troncal de Oriente del sistema Masivo Integrado de Occidente y conectará el oriente con el resto de la ciudad.

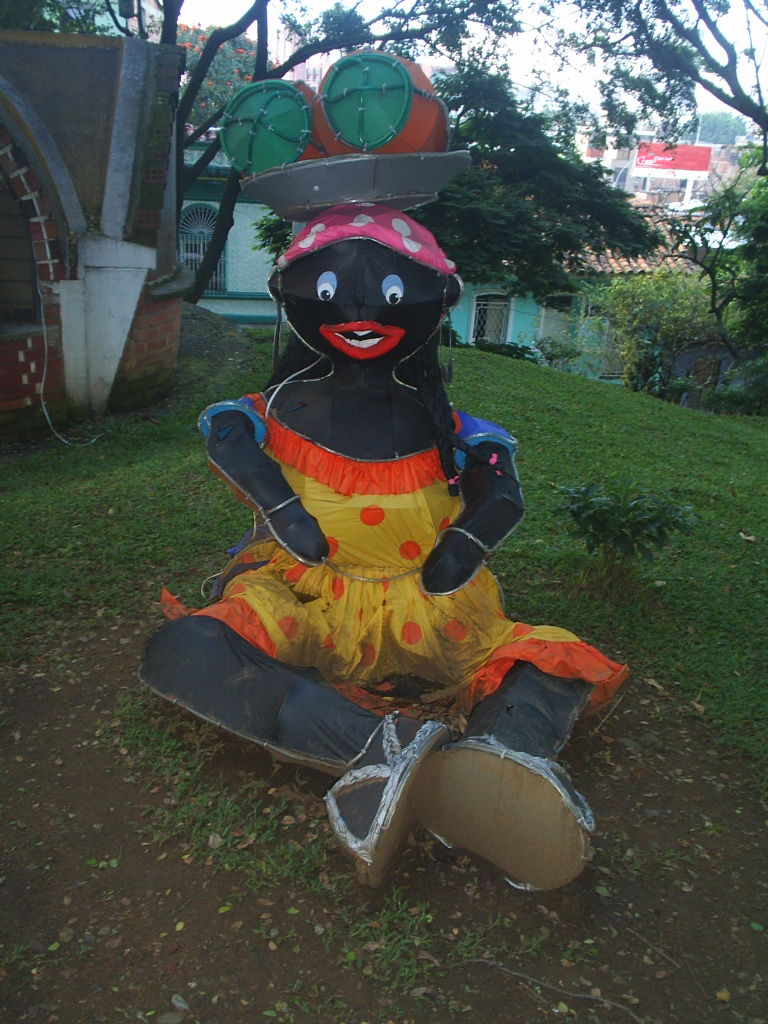
Negra del Chontaduro, personaje típico de Cali

La obra incluye la construcción y adecuación del acueducto, redes telefónicas, servicios públicos y señalización vial con lo que un área total de 50000 m² será intervenida. La inversión total para la construcción del parque es de 13.777.000 $.

## Parque nacional natural Farallones de Cali
El Parque Nacional Natural Farallones de Cali es una de las 56 áreas protegidas del sistema de Parques Nacionales Naturales de Colombia y una de las más antiguas, creada en 1968. Es igualmente una de las más importantes áreas protegidas del país, ya que por hallarse dentro de la zona del Chocó biogeográfico es una de las más diversas faunísticamente. Se encuentra situado en el departamento del Valle del Cauca.

## Parque La Flora
Ubicado en el barrio La Flora, cuenta con una pista atlética y otros implementos deportivos.

## Parque de la Música
Oficialmente "Parque de la Música Germán Villegas Villegas" fue fundado en el año de 1991 por la alcaldía como forma de dar tributo a la música caleña y en especial a la salsa. El parque es reconocido por ser punto de encuentro entre el 26 y 30 de diciembre de cada año de melómanos y coleccionistas de música como parte de un evento organizado para la Feria de Cali. El parque también es frecuentado durante el resto del año por diferentes grupos musicales e hinchas del deportivo cali debido a la proximidad con su sede.

## Parque Panamericano

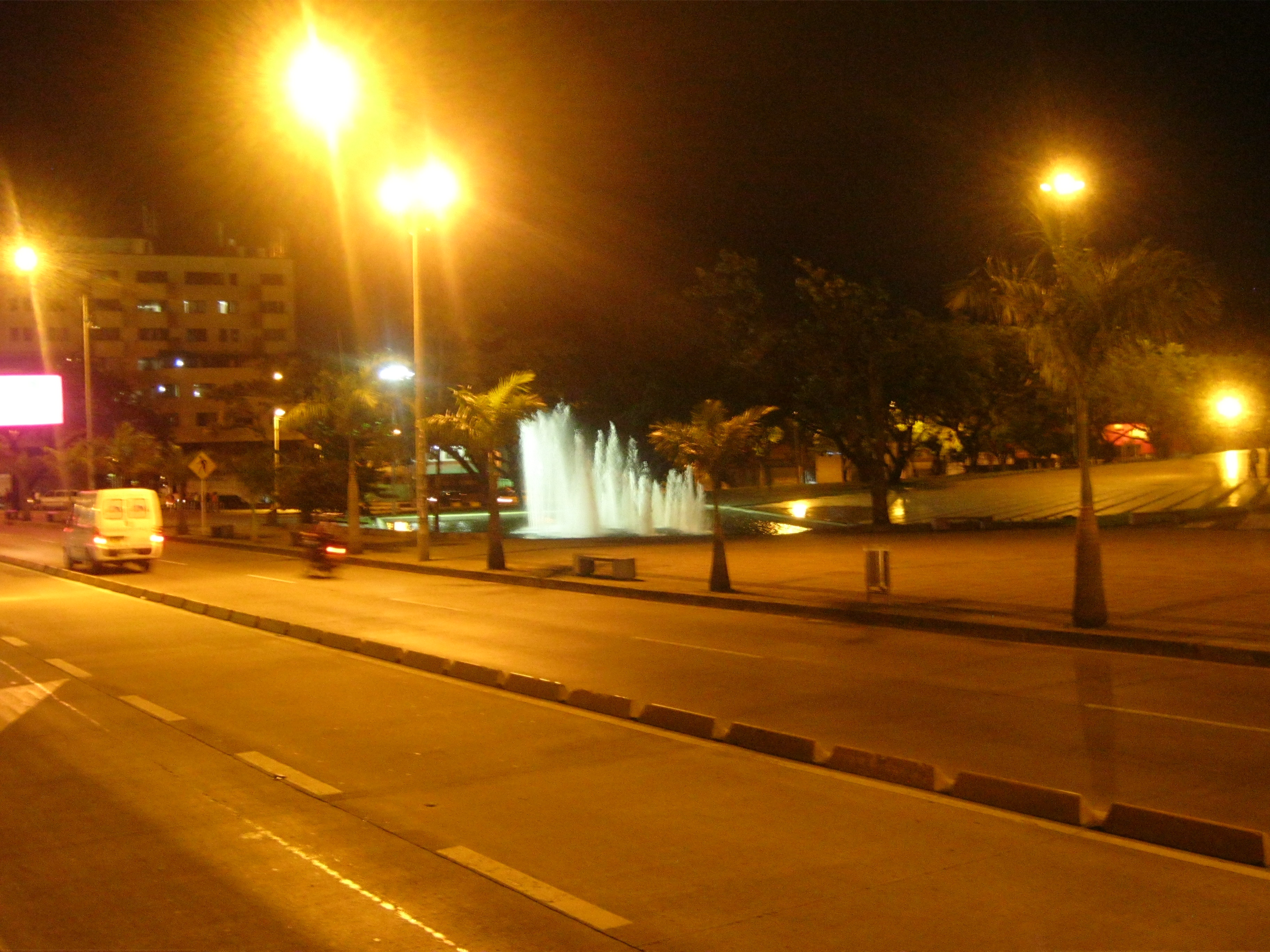
Vista nocturnas de la fuente del parque desde la estación Estadio del MIO

También conocido como "Parque de las Banderas" ya que no presenta monumento alguno a excepción de unas astas para las banderas. En el parque hay 12 banderas de Cali, 12 banderas de Colombia y 13 banderas del Valle del Cauca. Por su amplio espacio es continuamente sede de importantes eventos como el Festival "Petronio Álvarez". El parque fue diseñado por Manuel Lago Franco y Jaime Sáenz Caicedo y se continua con la Unidad Deportiva San Fernando el cual incluye además del parque al Estadio Olímpico Pascual Guerrero, las Piscinas Alberto Galindo, el Coliseo Evangelista Mora y la menos conocida Pista de Hockey.
El parque recibió a la llama olímpica durante los Juegos Panamericanos de 1971 y fue propuesto como Monumento nacional en 1994.

## Parque del Perro
Ubicado en el barrio San Fernando, el parque del perro es un importante punto económico de la ciudad por su muestra gastronómica y por la cantidad de tiendas y boutiques del lugar. El parque debe su nombre a un perro llamado "Teddy" quien en la década de 1950 siempre seguía a un grupo de muchachos mientras estos realizaban diversas actividades hasta que un día el perro mordió a un muchacho del grupo y este en venganza le envenenó. La estatua del canino fue instaurada en 1970 por el director de la policía Víctor Alberto Delgado Mallarino que por aquel entonces era mayor y quien fue un integrante del grupo de muchachos con los que teddy acostumbraba andar.

## Parque del Peñón
Ubicado en el barrio el Peñón, este parque está caracterizado por dos grandes árboles del caucho uno de los cuales fue desecado para evitar su caída y una fuente central que fue restaurada en el año 2005. Cada domingo en el parque se exhibe una muestra artística de pinturas, esculturas y fotografías de artistas nacionales y extranjeros.

## Parque de los Poetas
Inaugurado en el año de 1995 como homenaje a la poesía vallecaucana incluye las esculturas de Jorge Isaacs, Carlos Villafañe, Octavio Gamboa, Ricardo Nieto y Antonio Llanos obras de José Antonio Moreno, hechas en láminas blancas de bronce que luego se pintaron de verde. El parque esta en un importante lugar en la ciudad, construido al lado de la iglesia La Ermita donde antes se encontraba el hotel Alférez Real, frente al Teatro Jorge Isaacs. Se encuentra ubicado entre las carreras 1ª y 3ª con calle 12.
Por esta razón este lugar se ha vuelto tan famoso en la ciudad de Cali debido a la importancia que tiene este lugar. 
Hace algunos años los camelos disfrutaban mucho de este sitio ya que iban muchas parejas a declarar su amor.

## Parque de la Retreta

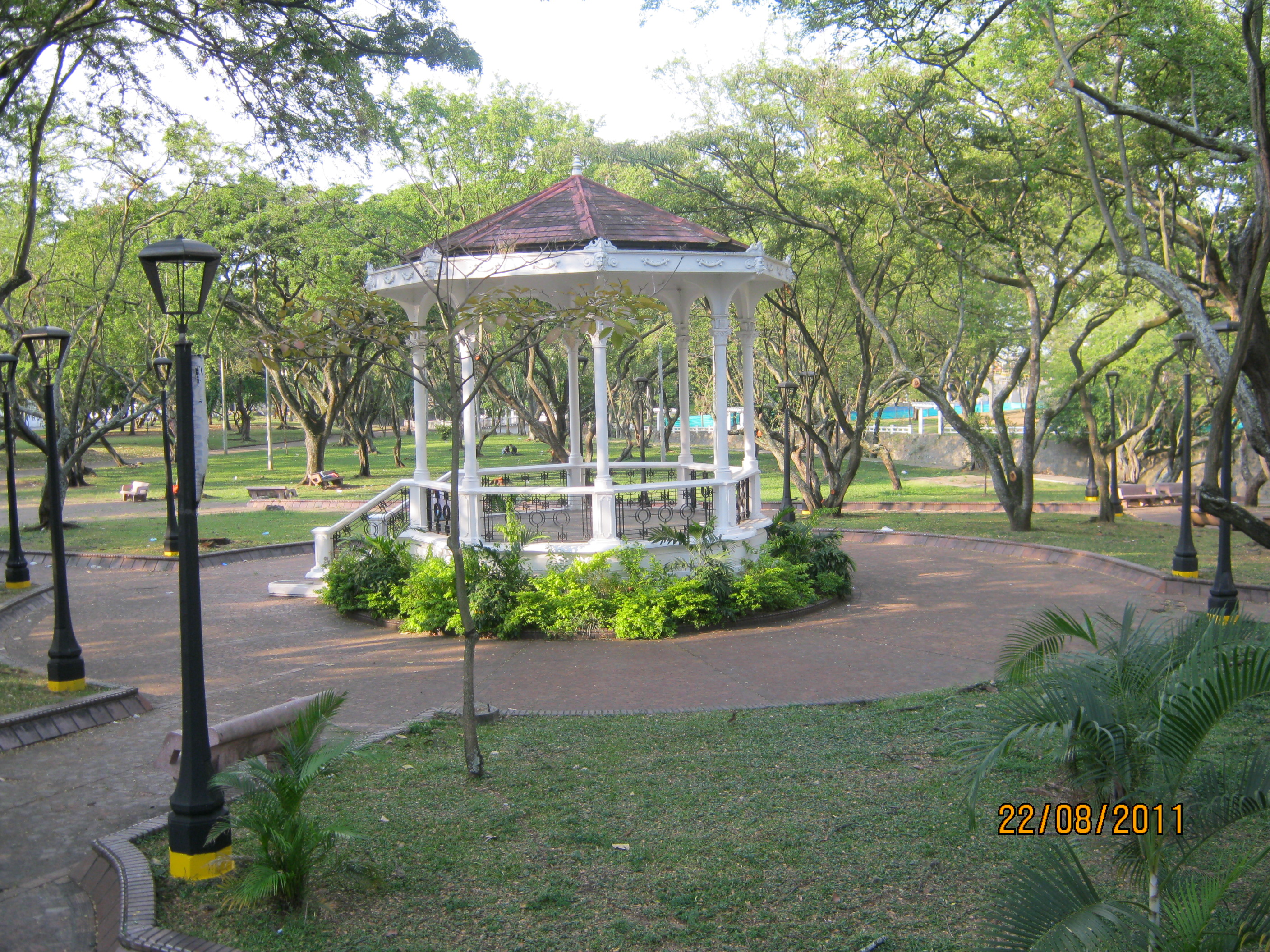
Quiosco ubicado en el parquel

Ubicando en el flanco izquierdo del río titular de la ciudad, junto al Puente Ortiz y frente al Centro Administrativo Municipal (CAM). Es una amplia zona verde de estilo francés que se continua con el Paseo Bolívar, El Monumento a Jorge Isaacs (También conocido como Monumento a Efraín y María) y la Manzana T, hoy Parque Jairo Varela. Una de sus principales atracciones es un kiosko de estilo neoclásico que estuvo en la Plaza de Caicedo hasta 1936 y que fue donado por el Banco de Occidente a la ciudad en conmemoración de sus 450 años de fundación.

## Ecoparque Río Cali
Se encuentra ubicado a orillas del Río Cali desde la calle 8 , integrándose con el hundimiento de la avenida Colombia, hasta la calle 25. Está ubicado en la comuna 1 y cuenta con seis hectáreas distribuidas a lo largo de 1 km. Para la realización del parque se construyeron 3000 m² de andenes, 10000 m² de áreas de plazoletas y 3 puentes peatonales. El costo total de la adecuación y construcción del Ecoparque Río Cali tuvo un costo de 26.874.000 $.
Es posible acceder al parque a lo largo de la ruta que lleva hacía el Zoológico de Cali y el Jardín Botánico, del cual se recibió apoyo para la adecuación del parque. En el parque han sido observados murciélagos, armadillos, zorros, coatíes, jaguarundíes y monos nocturnos además de una gran cantidad de aves entre ellas algunas migratorias.

## Parque de la Salud
Ubicado junto al Río Pance a una altitud de 952 m s. n. m. tiene una extensión de 564 m². El parque está capacitado con un gimnasio al aire libre, canchas deportivas, dos áreas de camping, zona de parqueo y un módulo para la recuperación de vida silvestre. El parque está ubicado en medio de varias cascadas y fuentes de agua.